# Sarkis Koczarian
Sarkis Koczarian (ur. 23 kwietnia 1994) – ormiański zapaśnik walczący w stylu klasycznym. Zajął czternaste miejsce na mistrzostwach świata w 2016 i dwunaste mistrzostw Europy w 2017. Brązowy medalista igrzysk wojskowych w 2015. Drugi na ME U-23 w 2015. Trzeci na mistrzostwach świata juniorów w 2014 roku.